# Loukou-Peulh
Ne doit pas être confondu avec Loukou.
Loukou-Peulh est une commune située dans le département de Tenkodogo de la province de Boulgou dans la région du Centre-Est au Burkina Faso.